# Samuel Morse
Samuel Finley Breese Morse (ur. 27 kwietnia 1791 w Charlestown, zm. 2 kwietnia 1872 w Nowym Jorku) – amerykański wynalazca, prekursor telegrafii. Jeden z twórców kodu znanego współcześnie jako alfabet Morse’a. Ponadto malarz marynista i rzeźbiarz.

## Życiorys

### Rodzina i młodość
Przodkowie Samuela Morse'a wyemigrowali do Ameryki w 1635 r. Jako pierwszy na terenie dzisiejszego Massachusetts osiadł jego przodek Samuel Morse. 
Samuel był pierwszym dzieckiem Jedidiaha Morse'a, pastora oraz geografa, i Elizabeth Ann Breese Morse. Na początku uczęszczał do Phillips Academy, naukę w college'u zaczął w wieku 14 lat. Oddał się wówczas sztuce i został uczniem Washingtona Allstona – znanego amerykańskiego malarza. Podczas studiów na Uniwersytecie Yale uczęszczał na wykłady o elektryczności prowadzone przez Benjamina Sillimana i Jeremiaha Daya. Utrzymywał się głównie z malowania portretów. W 1810 został absolwentem Uniwersytetu Yale. W 1811 towarzyszył Allstonowi w jego podróży po Europie.

### Telegraf
W 1832 r. Morse wykorzystał zjawisko magnetyzmu do stworzenia telegrafii elektromagnetycznej, a następnie opracował specjalny układ kodów, znany później jako alfabet Morse'a (jego wynalezienie przypisuje się też Alfredowi Vailowi), który był oparty na systemie trójkowym (brak sygnału, krótki sygnał i długi sygnał). Mimo że jako pierwszy opatentował telegraf, to faktycznie nie był pierwszą osobą, która stworzyła ten wynalazek.
Za pierwowzór telegrafu należy uznać pomysł telegrafu optycznego opracowanego przez Claude'a Chappe'a. Miał on jednak wiele wad, mianowicie do jego obsługi potrzebnych było wielu wykwalifikowanych pracowników, którzy byli odpowiedzialni za przesyłanie wiadomości pomiędzy sobą. Wynalazek Chappe'a, mimo swoich braków, był znany w całej Europie. Telegraf elektryczny prawdopodobnie nie odniósłby sukcesu bez użycia do przesyłania wiadomości alfabetu Morse'a. Natomiast sam telegraf elektryczny został zbudowany już w 1833 r. przez Carla Friedricha Gaußa i Wilhelma Eduarda Webera w Getyndze. W 1837 r. Charles Wheatstone skonstruował z kolei telegraf igłowy. natomiast Joseph Henry zbudował swój model telegrafu elektrycznego na długo przed Morse’em. Później toczył się między nimi proces o prawa patentowe. Henry jednak przegrał, a Morse skorzystał rozwiązań Henry'ego i skopiował je do swojego modelu telegrafu, który potem opatentował.
Jesienią 1835 r. Morse zademonstrował prototyp swojego telegrafu rejestrującego z przesuwającą się taśmą papierową. Składał się on z jednoczęściowego ogniwa i prostego elektromagnesu. W 1836 r. wiadomości nim przekazywane docierały jedynie na krótkie odległości (do około 12 m). W zimie 1836/37 Morse zademonstrował swój prototyp Leonardowi Gale’owi, profesorowi chemii na Uniwersytecie Nowojorskim, gdzie Morse wykładał malarstwo. Gale znał wówczas prace Josepha Henry'ego nad transmisją elektromagnetyczną. Bazując na tej wiedzy, Gale wskazał Morse’owi kilka możliwości ulepszeń i zalecił mu zapoznanie się z literaturą naukową pióra Henry'ego z 1831 r. Po tych poprawkach Morse i Gale mogli już przekazywać wiadomości na odległości do 16 kilometrów.
We wrześniu 1837 r. Alfred Vail, student Uniwersytetu Nowojorskiego, był świadkiem demonstracji pracy telegrafu. Morse zgodził się na współpracę z Vailem. Dzięki znajomościom ojca Vaila udało się zdobyć dodatkowe fundusze na kontynuowanie prac.
W 1838 r. Morse zmienił szyfr telegraficzny ze słownika telegraficznego na kod, który został przypisany każdej literze. Dyskusyjną sprawą jest, czy pomysłodawcą był Vail, czy Morse, jednak większość badaczy twierdzi, że był to Vail. Nowy kod został nazwany „alfabetem Morse'a” i tak pozostało do dziś.
8 lutego 1838 Morse zaprezentował telegraf po raz pierwszy gronu naukowemu w Instytucie Franklina w Filadelfii, a 21 lutego prezydentowi Martinowi van Burenowi. Niedługo potem kongresman z Maine, Francis Smith, został wspólnikiem Morse'a. Próbował nawet przeprowadzić w Kongresie ustawę dającą 33 tysiące dolarów na wybudowanie linii telegraficznej. Ustawa nie została jednak uchwalona przez Izbę Reprezentantów Stanów Zjednoczonych.
Morse był także pionierem telegrafii bezprzewodowej, zastosował środki transmitowania sygnału telegraficznego, takie jak: szyny kolejowe czy woda i inne przewodniki. Uważa się też, że zastosował pewnego rodzaju anteny nadawcze, co mogło być pierwowzorem radia.

### Fotografia
W 1839 r. Morse opublikował pierwszy amerykański opis fotografii wykonywanych za pomocą dagerotypu i wprowadził go do Stanów Zjednoczonych. 24 maja 1844 wysłał pierwszą wiadomość telegraficzną, która brzmiała: What hath God wrought (sentencja ta pochodziła z Pisma Świętego, z Księgi Liczb). Została ona przesłana z Sądu Najwyższego w Waszyngtonie do asystenta Vaila znajdującego się w Baltimore.

### Końcowe lata życia
W latach 60. XIX w. Morse zasłynął jako aktywny obrońca instytucji niewolnictwa, uważając je za zgodne z wolą boską.
Morse wynalazł maszynę do cięcia marmuru, za pomocą której można było wykonywać trójwymiarowe kształty.
Zmarł w swoim domu w Nowym Jorku w kwietniu 1872 i został pochowany na cmentarzu Greenwood w Brooklynie.

## Odznaczenia
- Order Sławy (Imperium Osmańskie)
- Order Wieży i Miecza V kl. (Portugalia)
- Order Danebroga IV kl. (Dania)
- Order Izabeli Katolickiej II i V kl (Hiszpania)
- Order Legii Honorowej V kl. (Francja)
- Order śś. Maurycego i Łazarza V kl. (Włochy)
- Złoty Medal za Naukę i Sztukę (Wirtembergia)